# 소프트웨어 설계
소프트웨어 설계 또는 소프트웨어 디자인(Software design)은 소프트웨어 해결책을 위한 문제해결과 계획 과정이다. 소프트웨어의 목적과 명세가 결정되면 개발자가 설계 하거나 설계자를 고용하여 해결책을 위한 계획을 개발하도록 한다. 저수준 요소와 알고리즘 구현 문제, 그리고 구조에 대한 조망이 포함된다.

## 같이 보기
- 소프트웨어 디자인 패턴
- 구조도